# Bougligny
Bougligny település Franciaországban, Seine-et-Marne megyében. Lakosainak száma 730 fő (2022. január 1.). Bougligny Souppes-sur-Loing, Aufferville, Bagneaux-sur-Loing, Château-Landon, Chenou, Faÿ-lès-Nemours, La Madeleine-sur-Loing és Maisoncelles-en-Gâtinais községekkel határos.

## Népesség
A település népességének változása:
| Lakosok száma | 730  | 737  | 740  | 725  | 719  | 722  | 721  | 722  | 730  |
|               | 2013 | 2015 | 2016 | 2017 | 2018 | 2019 | 2020 | 2021 | 2022 |